# Erzamt
Die Erzämter oder Reichserzämter waren die obersten Hofämter im bis 1806 bestehenden Heiligen Römischen Reich. Jedes Erzamt war mit der Kurwürde verknüpft. Mit Ausnahme des Reichserzkanzlers für das „Reich der Deutschen“ (Regnum Teutonicum) waren die Amtstitel ab dem späteren Mittelalter rein symbolisch. Allerdings waren mit ihnen noch zeremonielle Handlungen bei der Krönung des römisch-deutschen Königs und Kaisers in Aachen bzw. ab 1562 in Frankfurt am Main verbunden.

## Geschichte

### Mittelalter
Im Mittelalter nahmen die Kurfürsten meist noch persönlich an der Zeremonie teil, nach der Reformation allerdings – da im Rahmen der Krönung eine katholische Messe stattfand – ließen sich die weltlichen Kurfürsten fast nur mehr von bestimmten Adelsfamilien vertreten. Die symbolischen und zeremoniellen Aufgaben der Erzämter bei offiziellen Anlässen, etwa bei der Krönung der römisch-deutschen Könige und Kaiser, wurden daher schon früh als – dem jeweiligen Erzamt entsprechendes – Erbamt an bestimmte Adelsfamilien in Stellvertretung der Kurfürsten erblich übertragen, die als Inhaber der „Erzerbämter“ bezeichnet wurden. Im Lauf der Zeit gaben auch diese Familien gelegentlich ihr Amt weiter, so dass es dann bei der Krönungszeremonie von Stellvertretern der Stellvertreter ausgeübt wurde. Über die Pendants zu den Erzämtern hinaus gab es auch noch weitere zeremonielle Erbämter.

### Goldene Bulle
Unter Kaiser Karl IV. wurde in der Goldenen Bulle von 1356 folgende Verteilung der Erzämter festgelegt:
- Die drei geistlichen Kurfürsten waren Erzkanzler (→Reichserzkanzler) für jeweils einen der drei Reichsteile:
  - der Erzbischof von Mainz für das „Reich der Teutonen/Deutschen“ – Archicancellarius per Germaniam,
  - der Erzbischof von Köln für Reichsitalien – Archicancellarius per Italiam,
  - der Erzbischof von Trier für Burgund (d. h. das 1033 ans Reich gefallene Königreich Arelat an der Rhone mit der Hauptstadt Arles) – Archicancellarius per Galliam.

Siehe auch: Erzkanzler (Frankenreich) für die karolingischen Erzkanzler.
- Die vier ursprünglichen weltlichen Kurfürsten hatten folgende Erzämter inne:
  - der Pfalzgraf bei Rhein war Erztruchsess (→Truchsess) – Archidapifer, Amtszeichen: goldener Reichsapfel in rotem Feld.
  - der Herzog von Sachsen war Erzmarschall (→Marschall) – Archimareschallus, Amtszeichen: zwei gekreuzte rote Schwerter (Reichsrennfahne).
  - der Markgraf von Brandenburg war Erzkämmerer (→Kämmerer) – Archicamerarius, Amtszeichen: goldenes Reichszepter in blauem Feld.
  - der König von Böhmen war Erzmundschenk (→Mundschenk) – Archipincerna.

Archidapifer Erz-Truchsess
Archimareschallus Erz-Marschall
Archicamerarius Erz-Kämmerer

Eine Ausnahme nehmen dabei die Markgrafen zu Meißen ein, die zwar als Erzjägermeister ein Erzamt innehatten, aber nicht über die Kurwürde verfügten. Ebenso hatten die Herzöge von Württemberg das Amt des Reichsbannerträgers inne. Damit war jedoch erst ab 1692 eine Kurwürde verbunden, die der Herzog von Braunschweig-Lüneburg als Erzbannerträger innehatte. Herzog Johann III. von Brabant, der auch den Herzogstitel von Lothringen innehatte, wurde als „Schwertträger des Reiches“ (gladiator imperii) bezeichnet, wogegen der Herzog von Sachsen sich aber 1340 effektiv beschwerte.

### Erweiterung der Erzämter
Mit den Erweiterungen des Kurfürstenkollegiums wurden auch neue Erzämter geschaffen. Nachdem 1623, im Dreißigjährigen Krieg, die pfälzische Kurwürde mit dem Erztruchsessenamt auf die Herzöge von Bayern übertragen worden war, erhielten die Pfalzgrafen im Westfälischen Frieden zusammen mit der neu geschaffenen achten Kur auch das Amt des Erzschatzmeisters (→Schatzmeister) – Archithesaurarius, Amtszeichen: goldene Reichskrone in rotem Feld.
1692 wurden die Herzöge von Braunschweig-Lüneburg zu Kurfürsten von Hannover erhoben, verbunden mit dem Amt des Erzbannerträgers (→Bannerträger) – Archivexillarius, Amtszeichen: Reichssturmfahne mit schwarzem Adler auf goldenem Grund in blauem Feld. Dagegen protestierte der Herzog von Württemberg, dessen Vorfahren die Reichssturmfahne verliehen worden war. Als den Herzögen von Bayern 1706 im Verlauf des Spanischen Erbfolgekrieges die Kurwürde wieder aberkannt wurde, erhielten die Pfalzgrafen erneut das Truchsessenamt und die Kurfürsten von Hannover das vormals pfälzische Schatzmeisteramt. 1714 wurde der Herzog von Bayern wieder als Kurfürst eingesetzt und forderte daher die Rückgabe seines Erzamtes. Dieser Streit endete erst 1777, als die pfälzischen Wittelsbacher die bayerische Linie beerbten und Bayern an die Pfalz fiel.

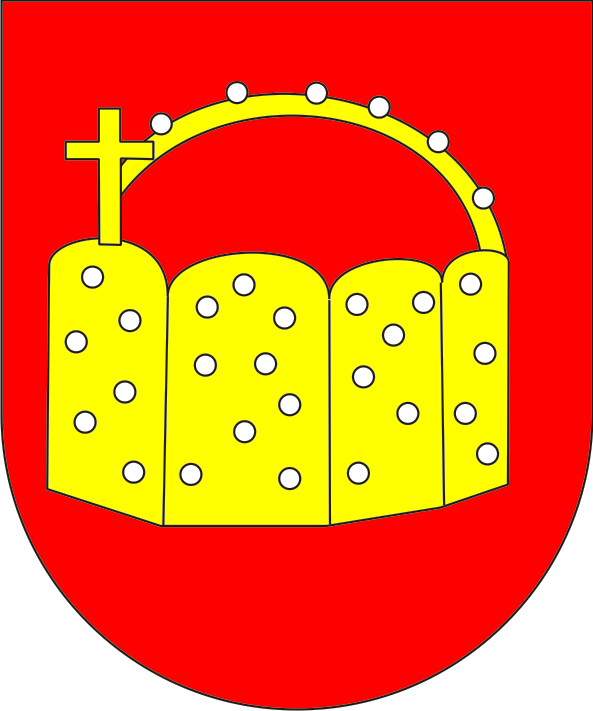
Archithesaurarius Erzschatzmeister
Archivexillarius Erzbannerträger

Durch den Reichsdeputationshauptschluss von 1803 wurde die vom selben Gesetz abgeschaffte Mainzer Kurwürde zusammen mit dem dazugehörigen Amt des Fürstprimas von Deutschland auf das geistliche Fürstentum Regensburg übertragen und das Herzogtum Württemberg, die Markgrafschaft Baden und die Landgrafschaft Hessen-Kassel jeweils zu weltlichen Kurfürstentümern erhoben. Dabei ging das Erzbannerträgeramt an Württemberg. Die vier neuen Kurfürsten konnten aber nur kurze Zeit persönlich oder durch Stellvertreter ihre Erzämter ausüben, da Kaiser Franz II., der sich schon 1804 gleichzeitig zu einem erblichen Kaiser Franz I. von Österreich erklärt hatte, 1806 als Kaiser des Heiligen Römischen Reiches abdankte und die Existenz des Reiches für beendet erklärte.